# Терра (телерадиокомпания)
Телерадиокомпания «Те́рра» — бывший региональный холдинг электронных СМИ Самары и Самарской области. Осуществлял вещание телеканала «ТЕРРА 360° Самара» (РЕН ТВ до 1 ноября 2019 года в аналоговом вещании, МАТЧ ТВ до 27 декабря 2019 в аналоговом вещании), радиостанций «Русское радио», «Монте-Карло» и «DFM», являлся владельцем интернет-издания «ТЕРРА». Имел три дочерние компании: «ТВ-Центр» (Тольятти), «Самарский радиовещательный центр» и «Октябрь».
Владельцем телерадиокомпании являлся Волгапромгаз. (Владимир Аветисян)

## История
История возникновения телерадиокомпании началась с одноименной радиостанции «Русское Радио в Самаре» 1 июля 1998 года (неофициальный день рождения телерадиокомпании).
Уже через день частоту 100,3 FМ настраивает каждый житель города. Дома, в офисе, магазине, автобусе звучат родные сердцу русские хиты- сайт телерадиокомпании
Этим же летом открывается «Стол заказов», где можно передавать приветы своим друзьям и родственникам.
Через 5 месяцев, 10 ноября на 50 ТВК (где в этот момент находился НТВ) в 19:20 началась история в телевизионном вещании — вышел первый выпуск «Службы независимых новостей» (сотрудники в шутку могли называть как "СиЭнЭн" (следует не путать с одноименным американским телеканалом)). Этот день "официально" считался первым днем рождения телерадиокомпании.
Через год в 1999 году телерадиокомпания покупает «ТВ-Центр» в Тольятти.
В 2003 году «ТЕРРА» получила новую частоту — 6 ТВК. Таким образом в Самаре вещал два НТВ – на 6 ТВК и на 50 ТВК. В этом же году — 1 июля на 50 ТВК началось вещание общероссийского телеканала Спорт (по заявлению телерадиокомпании).
1 апреля 2004 года, в этот день на 102,9 FM начало вещать «танцевальная» радиостанция DFM. 
В ночных клубах, автомобилях, наушниках теперь звучат танцевальные хиты- сайт телерадиокомпании
В 2005 году телерадиокомпания отказалась от сотрудничества с телекомпанией НТВ на 6 ТВК (7 лет совместного вещания), несколько месяцев вещали с телеканалом «Домашний». В июне в честь 7-летия «Русского Радио в Самаре» разыграли автомобиль ВАЗ 2107.
14 февраля 2006 года. В этот день началось официальное партнерство с телеканалом РЕН ТВ на 6 ТВК. В этом же году на «ТЭФИ — Регион» они выиграли бронзовый Орфей за док. фильм «Самарские истории Великой победы» и спец. приз «За глубокое телевизионное исследование исторической темы». В марте на частоте 68,51 УКВ начинает вещать «Русская служба новостей».
В 2007 году генеральным директором становится Наталья Камбарова.
В 2008 году «Русскому Радио в Самаре» исполнилось 10 лет. 12 июля этого года парки Самары оккупировали поклонники популярной радиостанции. Как и всегда, в свое 10-летие любимое народом радио дарило позитив преданным слушателям. Аттракционы, конкурсы и подарки для всех в этот день были абсолютно бесплатными.
В июле 2009 года на частоте 68,51 УКВ, где ранее располагался РСН вещала радиостанция «Добрые песни»
В 2010 году телерадиокомпания осуществлила переезд с ул. Стара-Загора, 27 на ул. Антонова-Овсеенко, 44А, где последние 11 лет располагалась телерадиокомпания. В июле «ТЕРРА» была признана лучшей станцией сети «РЕН ТВ» по показателям доли телесмотрения, развития и участия в ко-брендинге.
В марте 2011 года телерадиокомпания создает страницы в популярных соц. сетях, а также канал в YouTube. Через месяц, в рамках «Новости. Самара. Терра» появилась рубрика «Новости блогов». В мае на 68,51 УКВ в очередной раз меняют партнера – им стала радиостанция «MAXIMUM» (не путать с «Радио-Самара-Максимум»). В ноябре обновили сайт www.trkterra.ru.
В сентябре 2011 года и до 2015 года (примерно) зрители могли увидеть программы телекомпании "Губерния"
У телеканала «Терра-Россия 2» хорошие рейтинговые показатели. Мы надеемся, что с появлением на нем программ Самарского губернского телевидения позиции канала на рынке только усилятся- заявил тогдашний директор «Губернии» Юрий Проничев
В январе 2012 года самую престижную журналистскую премию региона – «Золотое перо губернии» в номинации «электронные СМИ» удостоилась главный редактор телерадиокомпании, ведущая программы «Первые лица» Ирина Шипилло. В мае «ТЕРРА» победила в рамках фестиваля «ПРЕССА 2012»
В июле 2013 года «Русскому Радио в Самаре» и самой телерадиокомпании исполнилось 15 лет. В честь своего дня рождения радиостанция подарила горожанам целый день бесплатных катаний на аттракционах в парке им. Гагарина. А в ноябре они стали организатором «Ночь пожирателей рекламы». В декабре «ТЕРРА» стала победителем Всероссийского конкурса публикаций СМИ по машиностроительной тематике.
В ноябре 2015 года, в связи с закрытием телеканала Россия-2 (бывший Спорт) начинает вещание Матч ТВ без местных врезок, только региональная реклама.
В 2016 году три фильма телерадиокомпании были показаны на телеканале ОТР («Игра воображения», «Откровение цвета» и «Лабиринт»). В октябре телерадиокомпания «ТЕРРА» вышла в финал телевизионного конкурса «ТЭФИ. Регион» с фильмом «Лицедеи».
В 2017 году началось тестовое вещание телеканала «ТЕРРА» в кабельных сетях, впоследствии чего в июле переформатировался в «360-Самара.Терра».
В июле 2018 года на 190-метровой телебашне ОРТПЦ появился динамический логотип радиостанции «Русское радио», а в ноябре – и логотип Телерадиокомпании «ТЕРРА» - они отметили 20-летие. В декабре при информационной поддержке канала «360°-Самара. Терра» и радиостанции «Русское радио» в Тольятти и Новокуйбышевске состоялся концерт DBBO, посвященный 10-летию группы.
В июле 2019 года на 91,0 FM началось вещание радиостанции Монте-Карло. В этом же месяце в очередной раз обновили сайт телерадиокомпании.
В декабре 2019 года телерадиокомпания сообщила о том, что они начнут вещать совместно с телеканалом "Продвижение", но так это и не произошло.

## Попытка банкротства и поэтапное закрытие телерадиокомпании
В декабре этого же года ФГУП «Российская телевизионная и радиовещательная сеть «Самарский ОРТПЦ»» обратилась в арбитражный суд с иском к АО «Телерадиокомпания «Терра»» с претензиями, предусмотренными статьями 137 АПК РФ, 50 и 51 федерального закона «О несостоятельности». Судя по данным, опубликованным на портале, истец, осуществляющий вещание телеканала, собирался добиться банкротства телерадиокомпании. У них образовался в долг в 1,3 млн рублей. Через несколько дней, 20 декабря сайт Засекина обратился в филиал РТРС «Самарский ОРТПЦ» для уточнения их претензий. Там сообщили, что речи о требовании начала процедуры банкротства действительно не идет. На этот момент иск не был удовлетворен и не отозван, претензии не признаны, и вопрос о запуске процедуры банкротства не стояло.
1 ноября, а также 27 декабря 2019 года были отключены в аналоговом ТВ 2 флагманских телеканала – РЕН ТВ на 6 ТВК (1 ноября, причина – присутствие РЕН ТВ в цифре) и Матч ТВ на 50 ТВК (27 декабря, причина такая же).
В июне 2020 года пост генерального директора покинула Наталья Камбарова, возглавлявшая компанию с начала ее образования. По неофициальной информации причиной ухода могли стать вопросы к качеству менеджмента, а также образовавшаяся задолженность предприятия, измеряемая, предположительно, суммой около 30 млн. рублей. Её место заняла Светлана Караваева.
Через год, 20 августа 2021 года телерадиокомпанию пытались снова обанкротить путем долга перед ПАО «Сбербанк» в размере 2,3 млн рублей. Из них 1,8 млн – сумма просроченного кредитного договора, 528 тысяч – неустойка, а еще 34 тысячи – госпошлина. 24 августа телерадиокомпания опровергла свое банкротство, т.к., по их словам, «Компания погасила долги по налогам и банковскому кредиту» 23-24 августа 2021. А про закрытие радиостанции (Русское Радио, DFM и Монте-Карло) и речи не шло.
Через месяц, 27 сентября СМИ «ТЕРРА» была ликвидирована по решению учредителей. А 30 сентября вышел последний выпуск новостей, где про завершение работы ТРК «ТЕРРА» и речи не было.
Долгов нет вообще, сотрудникам выплачено по два оклада дополнительно в качестве "парашютов". Лицензии на вещание радио переданы в управление лицам, которых определили учредители. Вещание Русского Радио, DFM и Радио Монте-Карло в Самаре продолжится- бывший сотрудник телерадиокомпании
15 октября 2021 года ТЕРРА окончательно была закрыта, а такие радиостанции как Русское Радио в Самаре (Радиоканал «Самара FM» (до 2022 - Радиоканал "ТЕРРА"), DFM и Монте-Карло были переданы "дочке" телерадиокомпании - ООО «Октябрь», размещением рекламы теперь занимается компания «Свежий Ветер».
В ноябре того же года был отключен сайт телерадиокомпании:
«Сайт „Терры“» больше недоступен. Старейший самарский ресурс прекратил свое существование. С середины нулевых терровские журналисты „настучали“ на нем около 300 тысяч новостей. Многие тысячи из них — эксклюзивные. Сайт „Терры“ являлся настоящим самарским летописцем, кладезем данных, фактов, справок, компроматов, свидетельств. …Очень жаль, что дело дошло до физической ликвидации портала. Трудно представить, что „Терра“ умерла и не оставила после себя никакой памяти в сети»— написал у себя на странице в Facebook бывший сотрудник «Терры» Вадим Афанасьев
Однако, через год, в начале декабря 2022 года сайт внезапно "ожил", однако он теперь работает в режиме "архива", где можно прочитать материалы, накопленные за 23 года (до конца сентября 2021 года). Кто смог "ожить" сайт, доподлинно неизвестно.

## Бывшие сетевые партнеры телерадиокомпании
- НТВ — 6/50 ТВК (1998—2005)
- Домашний — 6 ТВК (2005—2006)
- РЕН ТВ — 6 ТВК (2006—2019)
- Россия-2/Матч ТВ — 50 ТВК (2003—2019)
- 360° — кабельные сети (2017—2021)
- Продвижение (план с 2019 - не состоялось вещание)

## Бывшие активы компании
Радио:
- радиостанция «Монте-Карло» (91,0 FM, 1 кВт) (передан "дочке" ТЕРРЫ - ООО "Октябрь")
- радиостанция «Русское радио» (100,3 FM, 2 кВт) (передан "дочке" ТЕРРЫ - ООО "Октябрь")
- радиостанция DFM (102,9 FM, 1 кВт) (передан "дочке" ТЕРРЫ - ООО "Октябрь").

Телевидение Самарской области:
- телеканал «Терра»

## Бывшие телевизионные программы
- «Новости. Самара. Терра». Информационная программа. (прежнее название - Служба Независимых Новостей)
- «Цифры». Программа сравнивает, как и на что тратили деньги в прошлом, и каковы расходы сегодня.
- «Бункер S». Развлекательное спик-шоу.
- «Всё самое лучшее». Программа о компаниях Самарской области, об их услугах и возможностях, с консультациями и рекомендациями специалистов.
- «Здравый смысл». Еженедельная аналитическая программа о наиболее заметных событиях и явлениях в Самарской области.
- «По мнению». Еженедельная аналитическая программа в формате беседы.
- «Капитал. Подробности». Программа об экономике, ценных бумагах, фондовых рынках и сбережениях.
- «Дела семейные». Программа в формате беседы на тему психологии.
- «Тотальный футбол». Еженедельная программа о футболе.
- «Дачный мир». Программа для садоводов, огородников и дачников.
- «Территория искусства». Программа о культурной жизни области.
- «Ваше право». Программа в формате юридической консультации.

- «Информационный канал»;
- «Служба независимых новостей»;
- «Терновости» с Ларисой Шкондиной;
- «Какие люди» с Натальей Камбаровой;
- «ТЕРРА Fatalis»;
- «Браво» с Александром Лобановым;
- «Лига Чемпионов»;
- «Хэппи-энд по-русски» с Виталием Декабрёвым.
- "Терраграм". Обзор самарских блоггеров с социальной сети "Инстаграм"